# Grammitis deliculata
Grammitis deliculata là một loài dương xỉ trong họ Polypodiaceae. Loài này được Proctor mô tả khoa học đầu tiên.
Danh pháp khoa học của loài này chưa được làm sáng tỏ. 